# 哈拉吉人
哈拉吉人（英語：Khalaj），是一個生活在伊朗説哈拉吉語的突厥部落，他們的語言被認為最接近古突厥語。拉施德丁曾將哈拉吉解釋為貧困和饑餓。
他們被認為是葛邏祿人中一部落(另一說源出匈奴賀蘭部)，很早已出现在阿富汗加茲尼一帶。
因長期舆伊朗人生活而被同化，德里蘇丹國的卡爾吉王朝是他們建立。